# Saint-Sulpice-de-Pommeray
Pour les articles homonymes, voir Saint-Sulpice.
Saint-Sulpice-de-Pommeray est une commune française située dans le département de Loir-et-Cher, en région Centre-Val de Loire.
Localisée au centre-ouest du département, la commune fait partie de la petite région agricole « la Gâtine tourangelle », constituée de plateaux séparés par des vallées souvent étroites. Elle est drainée par la Cisse et par divers petits cours d'eau.
L'occupation des sols est marquée par l'importance des espaces agricoles et naturels qui occupent la quasi-totalité du territoire communal. Aucun espace naturel présentant un intérêt patrimonial n'est toutefois recensé sur la commune dans l'inventaire national du patrimoine naturel. En 2010, l'orientation technico-économique de l'agriculture sur la commune est la culture des céréales et des oléoprotéagineux. À l'instar du département qui a vu disparaître le quart de ses exploitations en dix ans, le nombre d'exploitations agricoles a fortement diminué, passant de 92 en 1988, à 4 en 2000, puis à 3 en 2010.

## Géographie

### Localisation et communes limitrophes
La commune de Saint-Sulpice-de-Pommeray se trouve au centre-ouest du département de Loir-et-Cher, dans la petite région agricole de la Gâtine tourangelle,. À vol d'oiseau, elle se situe à 5 km  de Blois, préfecture du département et à 13,5 km de Veuzain-sur-Loire, chef-lieu du canton d'Onzain dont dépend la commune depuis 2015. La commune fait en outre partie du bassin de vie de Blois.
Les communes les plus proches sont : Saint-Lubin-en-Vergonnois (2,2 km) , Fossé (3,6 km) , Saint-Bohaire (4,5 km) , Molineuf (4,7 km) , Villebarou (4,7 km) , Blois (5 km) , Orchaise (5,3 km) , Marolles (5,8 km)  et Chambon-sur-Cisse (6 km).

### Paysages et relief
Dans le cadre de la Convention européenne du paysage, adoptée le 20 octobre 2000 et entrée en vigueur en France le 1er juillet 2006, un atlas des paysages de Loir-et-Cher a été élaboré en 2010 par le CAUE de Loir-et-Cher, en collaboration avec la DIREN Centre (devenue DREAL en 2011), partenaire financier. Les paysages du département s'organisent ainsi en huit grands ensembles et 25 unités de paysage,. La commune fait partie de deux unités de paysage : « la Gâtine Tourangelle » et « la Loire urbaine de Blois ».
La Gâtine tourangelle se présente comme un plateau agricole aux paysages ouverts marqués par de grands massifs boisés et des boqueteaux épars et de tailles variées. Sur ces terres à la fois lourdes et plus caillouteuses qu'en Beauce, l'agriculture laisse par endroits la place à des bois qui occupent les moins bonnes terres. Globalement aplani, le relief s'anime par endroits de légères ondulations en rebord de la vallée de la Cisse, de la Loire, ou de la Brenne. Ces trois vallées drainent les eaux de surface du plateau à travers des micro-vallons qui se creusent petit à petit en atteignant la couche calcaire sous-jacente. Ces entailles dans le plateau constituent des paysages particuliers, plus verdoyants et intimistes, bornés par les coteaux boisés.
À Blois, la Loire dessine une vallée large de 1,5 à 2,5 kilomètres et maintenue entre deux coteaux raides hauts de 40 mètres environ. Deux vallées viennent cependant enrichir et complexifier le relief : le Cosson en rive gauche, qui vient de Sologne et longe la Loire jusqu'à Candé-sur-Beuvron, et l'Arrou en rive droite, qui naît dans la forêt domaniale de Blois et creuse un vallon aujourd'hui pris dans le cœur historique de la ville. La Loire, qui longe le coteau nord, borde en rive droite le rebord de la vallée en grande partie urbanisé par Blois et la Chaussée-Saint-Victor.
L'altitude du territoire communal varie de 80 mètres à 144 mètres,.

### Hydrographie

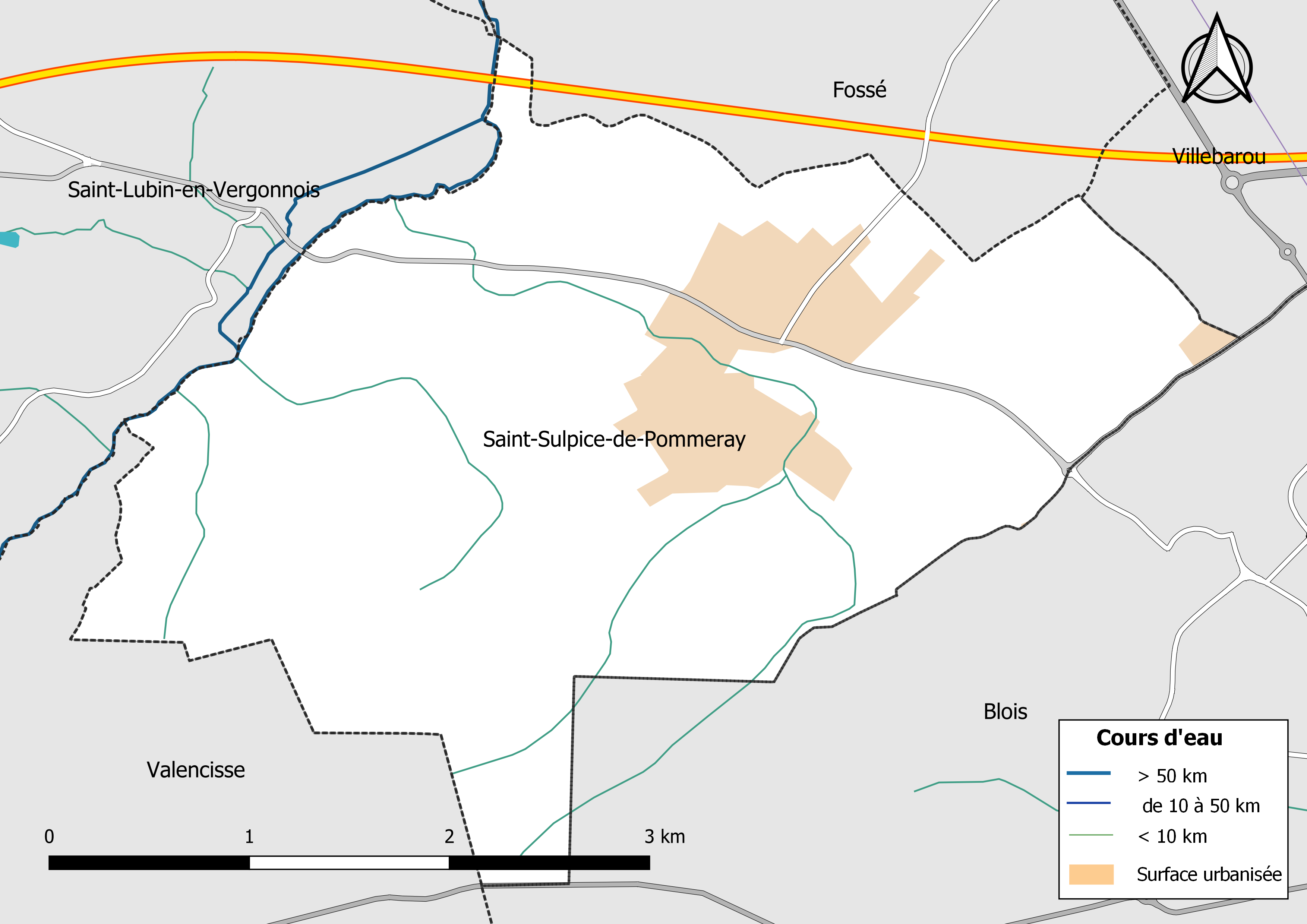
Réseau hydrographique de Saint-Sulpice-de-Pommeray.

La commune est drainée par la Cisse (0,376 km) et par divers petits cours d'eau, constituant un réseau hydrographique de 11,12 km de longueur totale.
La Cisse traverse la commune du nord-est vers le sud-ouest. D'une longueur totale de 87,7 km, elle prend sa source dans la commune de Rhodon et se jette  dans la Loire à Rochecorbon (37), après avoir traversé 23 communes.
Sur le plan piscicole, ce cours d'eau est classé en première catégorie, où le peuplement piscicole dominant est constitué de salmonidés (truite, omble chevalier, ombre commun, huchon).

### Climat
Pour des articles plus généraux, voir Climat du Centre-Val de Loire et Climat de Loir-et-Cher.
En 2010, le climat de la commune est de type climat océanique dégradé des plaines du Centre et du Nord, selon une étude du CNRS s'appuyant sur une série de données couvrant la période 1971-2000. En 2020, Météo-France publie une typologie des climats de la France métropolitaine dans laquelle la commune est exposée à un climat océanique altéré et est dans la région climatique Moyenne vallée de la Loire, caractérisée par une bonne insolation (1 850 h/an) et un été peu pluvieux.
Pour la période 1971-2000, la température annuelle moyenne est de 11,3 °C, avec une amplitude thermique annuelle de 15,3 °C. Le cumul annuel moyen de précipitations est de 663 mm, avec 10,9 jours de précipitations en janvier et 6,8 jours en juillet. Pour la période 1991-2020, la température moyenne annuelle observée sur la station météorologique de Météo-France la plus proche, « Blois », sur la commune de Villefrancœur à 10 km à vol d'oiseau, est de 11,8 °C et le cumul annuel moyen de précipitations est de 641,4 mm,. Pour l'avenir, les paramètres climatiques de la commune estimés pour 2050 selon différents scénarios d'émission de gaz à effet de serre sont consultables sur un site dédié publié par Météo-France en novembre 2022.

### Milieux naturels et biodiversité
Aucun espace naturel présentant un intérêt patrimonial n'est recensé sur la commune dans l'inventaire national du patrimoine naturel,,.

## Urbanisme

### Typologie
Au 1er janvier 2024, Saint-Sulpice-de-Pommeray est catégorisée bourg rural, selon la nouvelle grille communale de densité à sept niveaux définie par l'Insee en 2022.
Elle est située hors unité urbaine. Par ailleurs la commune fait partie de l'aire d'attraction de Blois, dont elle est une commune de la couronne,. Cette aire, qui regroupe 78 communes, est catégorisée dans les aires de 50 000 à moins de 200 000 habitants,.

### Habitat et logement
En 2018, le nombre total de logements dans la commune était de 836, alors qu'il était de 785 en 2013 et de 724 en 2008.
Parmi ces logements, 96,1 % étaient des résidences principales, 0,7 % des résidences secondaires et 3,2 % des logements vacants. Ces logements étaient pour 97,7 % d'entre eux des maisons individuelles et pour 2,2 % des appartements.
Le tableau ci-dessous présente la typologie des logements à Saint-Sulpice-de-Pommeray en 2018 en comparaison avec celle de Loir-et-Cher et de la France entière. Une caractéristique marquante du parc de logements est ainsi une proportion de résidences secondaires et logements occasionnels (0,7 %) inférieure à celle du département (7,9 %) et à celle de la France entière (9,7 %). Concernant le statut d'occupation de ces logements, 84,3 % des habitants de la commune sont propriétaires de leur logement (86,5 % en 2013), contre 68,3 % pour le Loir-et-Cher et 57,5 % pour la France entière.
| Typologie                                               | Saint-Sulpice-de-Pommeray | Loir-et-Cher | France entière |
| ------------------------------------------------------- | ------------------------- | ------------ | -------------- |
| Résidences principales (en %)                           | 96,1                      | 81,3         | 82,1           |
| Résidences secondaires et logements occasionnels (en %) | 0,7                       | 7,9          | 9,7            |
| Logements vacants (en %)                                | 3,2                       | 10,8         | 8,2            |

### Risques naturels et technologiques
Le territoire communal de Saint-Sulpice-de-Pommeray est vulnérable à différents aléas naturels : inondations (par débordement de la Cisse), climatiques (hiver exceptionnel ou canicule), feux de forêts, mouvements de terrains ou sismique (sismicité très faible).
Il est également exposé à un risque technologique :  le transport de matières dangereuses,.

#### Risques naturels

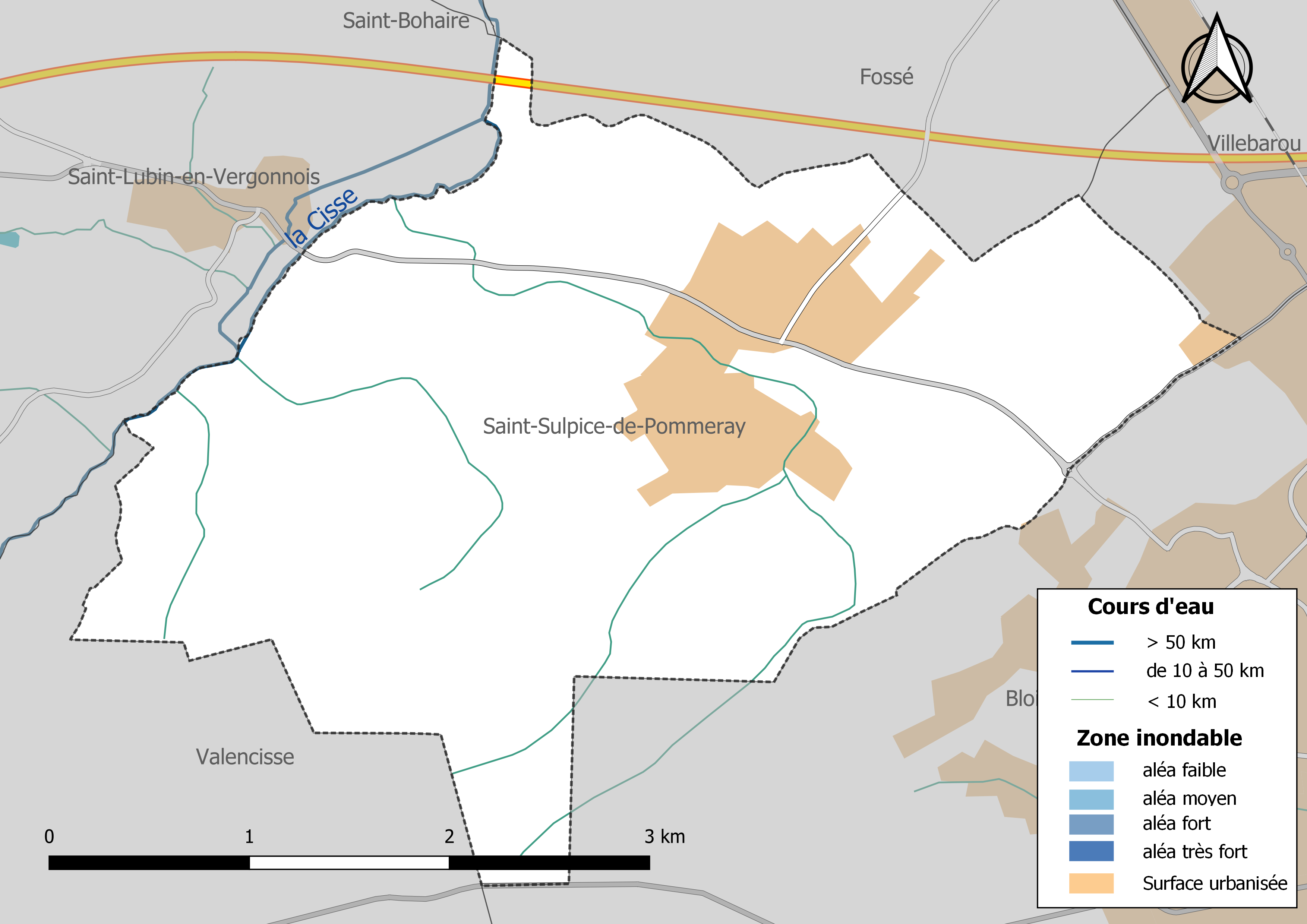
Zones inondables de la commune de Saint-Sulpice-de-Pommeray.

Les mouvements de terrains susceptibles de se produire sur la commune sont liés au retrait-gonflement des argiles. Le phénomène de retrait-gonflement des argiles est la conséquence d'un changement d'humidité des sols argileux. Les argiles sont capables de fixer l'eau disponible mais aussi de la perdre en se rétractant en cas de sécheresse. Ce phénomène peut provoquer des dégâts très importants sur les constructions (fissures, déformations des ouvertures) pouvant rendre inhabitables certains locaux. La carte de zonage de cet aléa peut être consultée sur le site de l'observatoire national des risques naturels Georisques.
La dernière crue de la Cisse remonte, selon mémoire, à 2001. Toutefois des crues historiques de 1900 et 1960 ont été signalées.

#### Risques technologiques
Le risque de transport de marchandises dangereuses sur la commune est lié à sa traversée par une route à fort trafic et une canalisation de transport de gaz. Un accident se produisant sur de telles infrastructures est en effet susceptible d'avoir des effets graves au bâti ou aux personnes jusqu'à 350 m, selon la nature du matériau transporté. Des dispositions d'urbanisme peuvent être préconisées en conséquence.

## Toponymie

### Nom actuel
La première partie du nom de la commune rappelle Saint Sulpice le Pieux, évêque de Bourges au VIIe siècle et saint relativement important dans le centre de la France.

### Évolution du nom de la commune
Sous la Révolution, la volonté de déchristianiser la société française requiert un changement du toponyme : par délibération du conseil général de la commune, et en application du décret du 25 vendémiaire an II (16 octobre 1793), la commune nouvellement créée de Saint-Sulpice est ainsi rebaptisée Sulpice, avant d'être rapidement simplifiée en Suplice,.
La commune reprit son nom traditionnel à la Restauration, en 1814.
C'est en 2002 que la commune adopta, pour se différencier des nombreux autres villages homonymes, le nom singulier de Saint-Sulpice-de-Pommeray, en vertu du décret du 10 avril de la même année.

## Histoire

### Moyen Âge
Au Moyen Âge, la paroisse de Saint-Sulpice fait partie intégrante du comté de Blois. À partir du Xe siècle, c'est également une seigneurie administrée.

### Révolution française et Empire

#### Nouvelle organisation territoriale
Le décret de l'Assemblée nationale du 12 novembre 1789 décrète qu'« il y aura une municipalité dans chaque ville, bourg, paroisse ou communauté de campagne », mais ce n'est qu'avec le décret de la Convention nationale du 10 brumaire an II (31 octobre 1793) que la paroisse de Saint-Sulpice devient formellement « commune de Saint-Sulpice »,.
En 1790, dans le cadre de la création des départements, la municipalité est rattachée au canton de Marolles, au district de Blois, et au département du Loir-et-Cher.
Les cantons sont supprimés en tant que découpage administratif par une loi du 26 juin 1793, et ne conservent qu'un rôle électoral, permettant l'élection des électeurs du second degré chargés de désigner les députés,. La Constitution du 5 fructidor an III, appliquée à partir de vendémiaire an IV (1795) supprime les districts, considérés comme des rouages administratifs liés à la Terreur, mais maintient les cantons qui acquièrent dès lors plus d'importance en retrouvant une fonction administrative.
Enfin, sous le Consulat, un redécoupage territorial visant à réduire le nombre de justices de paix ramène le nombre de cantons en Loir-et-Cher de 33 à 24. Saint-Sulpice était alors rattachée au canton de Blois-Est et à l'arrondissement de Blois par arrêté du 5 vendémiaire an X (26 septembre 1801),,. Cette organisation va rester inchangée pendant près de 150 ans.

## Politique et administration

### Rattachements administratifs et électoraux

#### Rattachements administratifs
La commune se trouve dans l'arrondissement de Blois du département de Loir-et-Cher.
Elle faisait partie de 1801 à 1973  du canton de Blois-Ouest, année où elle est rattachée au canton de Blois-4. En 1982 intervient un nouveau redécoupage électoral et la commune est intégrée au canton de Blois-5. Dans le cadre du redécoupage cantonal de 2014 en France, cette circonscription administrative territoriale a disparu, et le canton n'est plus qu'une circonscription électorale.

#### Rattachements électoraux
Pour les élections départementales, la commune fait partie depuis 2014 du canton d'Onzain
Pour l'élection des députés, elle fait partie de la première circonscription du Loir-et-Cher.

### Intercommunalité
Saint-Sulpice-de-Pommeray est membre de la communauté d'agglomération de Blois « Agglopolys », un établissement public de coopération intercommunale (EPCI) à fiscalité propre créé fin 2005  et auquel la commune a transféré un certain nombre de ses compétences, dans les conditions déterminées par le code général des collectivités territoriales.
Cette intercommunalité succède à un SIVOM créé en 1963 et transformé en communauté de communes en 1999, sous le nom de communauté de communes du Blaisois puis en communauté d'agglomération en 2003 sous celui de communauté d'agglomération de Blois.

### Administration municipale
Le conseil municipal de Saint-Sulpice-de-Pommeray, commune de plus de 1 000 habitants, est élu au scrutin proportionnel plurinominal avec prime majoritaire.
Compte tenu de la population communale, le nombre de sièges au conseil municipal est de 19. Le maire, à la fois agent de l'État et exécutif de la commune en tant que collectivité territoriale, est élu par le conseil municipal au scrutin secret lors de la première réunion du conseil suivant les élections municipales, pour un mandat de six ans, c'est-à-dire pour la durée du mandat du conseil.

### Liste des maires
| Période                                  | Période                 | Identité            | Étiquette | Qualité |
| ---------------------------------------- | ----------------------- | ------------------- | --------- | --- |
| Les données manquantes sont à compléter. |                         |                     |           | |
| 1977                                     | 2001                    | François Mortelette | PS        | Cadre Député de Loir-et-Cher (1981 → 1986) Conseiller général de Blois-4 (1976 → 1982) Vice-président du conseil général de Loir-et-Cherl[Quand ?] Conseiller régional (1986 → 1992) |
| mars 2014                                | mai 2020                | Simone Gaveau       |           | Retraitée salariée du secteur privé |
| mai 2020                                 | octobre 2022            | Christèle Dessite   |           | Personne sans activité professionnelle de moins de 60 ans (non retraitée) Démissionnaire                                                                                             |
| octobre 2022                             | En cours (au 28/3/2023) | Denis Lesieur       |           | Ingénieur ou cadre technique |

## Équipements et services

### Eau et assainissement
L'organisation de la distribution de l'eau potable, de la collecte et du traitement des eaux usées et pluviales relève des communes. La compétence eau et assainissement des communes est un service public industriel et commercial (SPIC).

#### Alimentation en eau potable
Le service d'eau potable comporte trois grandes étapes : le captage, la potabilisation et la distribution d'une eau potable conforme aux normes de qualité fixées pour protéger la santé humaine. En 2019, la commune est membre du syndicat intercommunal d'adduction d'eau potable de Fosse qui assure le service en régie.

#### Assainissement des eaux usées
En 2019, la gestion du service d'assainissement collectif de la commune de Saint-Sulpice-de-Pommeray est assurée par la communauté d'agglomération Agglopolys qui a le statut de régie à autonomie financière.
Une station de traitement des eaux usées est en service au 1er janvier 2019 sur le territoire communal : 
« La Largeur », un équipement utilisant la technique du lagunage naturel, dont la capacité est de 1 530 EH , mis en service le 1er juillet 1989.
L'assainissement non collectif (ANC) désigne les installations individuelles de traitement des eaux domestiques qui ne sont pas desservies par un réseau public de collecte des eaux usées et qui doivent en conséquence traiter elles-mêmes leurs eaux usées avant de les rejeter dans le milieu naturel. La communauté d'agglomération de Blois « Agglopolys » assure pour le compte de la commune le service public d'assainissement non collectif (SPANC), qui a pour mission de vérifier la bonne exécution des travaux de réalisation et de réhabilitation, ainsi que le bon fonctionnement et l'entretien des installations.

### Sécurité, justice et secours
La sécurité de la commune est assurée par la brigade de gendarmerie d'Herbault Herbault qui dépend du groupement de gendarmerie départementale de Loir-et-Cher installé à Blois.
En matière de justice, Saint-Sulpice-de-Pommeray relève du conseil de prud'hommes de Blois, de la Cour d'appel d'Orléans (juridiction de Blois), de la Cour d'assises de Loir-et-Cher, du tribunal administratif de Blois, du tribunal de commerce de Blois et du tribunal judiciaire de Blois.

## Population et société

### Démographie

#### Évolution démographique
L'évolution du nombre d'habitants est connue à travers les recensements de la population effectués dans la commune depuis 1793. Pour les communes de moins de 10 000 habitants, une enquête de recensement portant sur toute la population est réalisée tous les cinq ans, les populations de référence des années intermédiaires étant quant à elles estimées par interpolation ou extrapolation. Pour la commune, le premier recensement exhaustif entrant dans le cadre du nouveau dispositif a été réalisé en 2005.

En 2022, la commune comptait 1 841 habitants, en évolution de −0,75 % par rapport à 2016 (Loir-et-Cher : −1,15 %, France hors Mayotte : +2,11 %).
| 1793 | 1800 | 1806 | 1821 | 1831 | 1836 | 1841 | 1846 | 1851 |
| ---- | ---- | ---- | ---- | ---- | ---- | ---- | ---- | ---- |
| 208  | 249  | 229  | 273  | 235  | 272  | 263  | 268  | 291  |

| 1856 | 1861 | 1866 | 1872 | 1876 | 1881 | 1886 | 1891 | 1896 |
| ---- | ---- | ---- | ---- | ---- | ---- | ---- | ---- | ---- |
| 289  | 304  | 289  | 276  | 251  | 255  | 282  | 277  | 256  |

| 1901 | 1906 | 1911 | 1921 | 1926 | 1931 | 1936 | 1946 | 1954 |
| ---- | ---- | ---- | ---- | ---- | ---- | ---- | ---- | ---- |
| 235  | 242  | 242  | 228  | 235  | 254  | 238  | 267  | 305  |

| 1962 | 1968 | 1975 | 1982  | 1990  | 1999  | 2005  | 2006  | 2010  |
| ---- | ---- | ---- | ----- | ----- | ----- | ----- | ----- | ----- |
| 337  | 443  | 989  | 1 308 | 1 452 | 1 876 | 1 831 | 1 816 | 1 801 |

| 2015  | 2020  | 2022  | - | - | - | - | - | - |
| ----- | ----- | ----- | - | - | - | - | - | - |
| 1 869 | 1 833 | 1 841 | - | - | - | - | - | - |

## Économie

### Secteurs d'activité
Le tableau ci-dessous détaille le nombre d'entreprises implantées à Saint-Sulpice-de-Pommeray selon leur secteur d'activité et le nombre de leurs salariés :
|                                                              | total | % com (% dep) | 0 salarié | 1 à 9 salarié(s) | 10 à 19 salariés | 20 à 49 salariés | 50 salariés ou plus |
| ------------------------------------------------------------ | ----- | ------------- | --------- | ---------------- | ---------------- | ---------------- | ------------------- |
| Ensemble                                                     | 98    | 100,0 (100)   | 61        | 32               | 5                | 0                | 0                   |
| Agriculture, sylviculture et pêche                           | 4     | 4,1 (11,8)    | 4         | 0                | 0                | 0                | 0                   |
| Industrie                                                    | 10    | 10,2 (6,5)    | 4         | 6                | 0                | 0                | 0                   |
| Construction                                                 | 18    | 18,4 (10,3)   | 10        | 7                | 1                | 0                | 0                   |
| Commerce, transports, services divers                        | 55    | 56,1 (57,9)   | 36        | 17               | 2                | 0                | 0                   |
| dont commerce et réparation automobile                       | 19    | 19,4 (17,5)   | 11        | 6                | 2                | 0                | 0                   |
| Administration publique, enseignement, santé, action sociale | 11    | 11,2 (13,5)   | 7         | 2                | 2                | 0                | 0                   |
| Champ : ensemble des activités.                              |       |               |           |                  |                  |                  |                     |

Le secteur du commerce, transports et services divers est prépondérant sur la commune (55 entreprises sur 98)4,1 %), il est plus important qu'au niveau départemental (11,8 %).
Sur les 98 entreprises implantées à Saint-Sulpice-de-Pommeray en 2016, 61 ne font appel à aucun salarié, 32 comptent 1 à 9 salariés et 5 emploient entre 10 et 19 personnes

### Agriculture
En 2010, l'orientation technico-économique de l'agriculture sur la commune est la culture de céréales et d'oléoprotéagineux (COP). Le département a perdu près d'un quart de ses exploitations en 10 ans, entre 2000 et 2010 (c'est le département de la région Centre-Val de Loire qui en compte le moins). Cette tendance se retrouve également au niveau de la commune où le nombre d'exploitations est passé de 7 en 1988 à 4 en 2000 puis à 3 en 2010. Parallèlement, la taille de ces exploitations augmente, passant de 41 ha en 1988 à 123 ha en 2010.
Le tableau ci-dessous présente les principales caractéristiques des exploitations agricoles de Saint-Sulpice-de-Pommeray, observées sur une période de 22 ans : 
|                                      | 1988                 | 2000                 | 2010                 |
| Dimension économique                 | Dimension économique | Dimension économique | Dimension économique |
| ------------------------------------ | -------------------- | -------------------- | -------------------- |
| Nombre d'exploitations (u)           | 7                    | 4                    | 3                    |
| Travail (UTA)                        | 9                    | 6                    | 4                    |
| Surface agricole utilisée (ha)       | 286                  | 362                  | 370                  |
| Cultures                             |                      |                      |                      |
| Terres labourables (ha)              | 278                  | 362                  | 370                  |
| Céréales (ha)                        | 193                  | 226                  | 257                  |
| dont blé tendre (ha)                 | 121                  | 165                  | 149                  |
| dont maïs-grain et maïs-semence (ha) | 35                   |                      |                      |
| Tournesol (ha)                       | 44                   | s                    |                      |
| Colza et navette (ha)                | s                    | 89                   | 91                   |
| Élevage                              |                      |                      |                      |
| Cheptel (UGBTA)                      | 32                   | 9                    | 0                    |

#### Produits labellisés
Le territoire de la commune est intégré aux aires de productions de divers produits bénéficiant d'une indication géographique protégée (IGP) : le vin Val-de-loire et les volailles de l’Orléanais,.

## Pour approfondir